# ウィットフィールド郡 (ジョージア州)
ウィットフィールド郡（英: Whitfield County）は、アメリカ合衆国ジョージア州の北西部に位置する郡である。人口は10万2864人（2020年）。郡庁所在地はダルトンであり、同郡で人口最大の都市である。
ウィットフィールド郡はダルトン都市圏に属している。

## 歴史
ウィットフィールド郡は1851年12月30日に設立された。郡名は、ジョージ・ホウィットフィールド（1714年-1770年）に因んで名付けられた。ホウィットフィールドはイングランド国教会の牧師であり、1737年から一年間、アメリカ合衆国に渡り、ジョージア州の貧しく無学な人々の間で働き、孤児院の運営を助けた。

### 南北戦争
南北戦争が起きると、ウィットフィールド郡の男性の多くがその農場を離れ、南軍のために戦った。彼等は郡内や周辺郡で立ち上げられた中隊に参加した。16個中隊が記録に残っている。
下記の戦闘がウィットフィールド郡とその周辺で起こった
- バーネルのステーションの戦い、1864年5月9日、小戦闘：5月7日
- バザーズルースト/ロッキーフェイスリッジの戦い、1864年5月7日-13日、10月13日-14日
- ダグギャップの戦い、1864年5月8日
- ニッカジャックギャップの戦い、1864年3月9日、5月7日
- 第一次ダルトンの戦い、1864年2月22日-27日
- 第二次ダルトンの戦い、1864年8月14日-15日
- レサカの戦い、1864年5月13日-15日
- ダルトンの小戦闘、1864年1月1日、11月30日、12月5日、1865年3月14日
- ダルトンの交戦、1865年3月13日
- タネルヒルの小戦闘、1863年9月11日、1864年1月28日、2月23日、24日-25日、5月5日-7日、1865年3月3日
- ティルトンの戦い、1864年10月13日、小戦闘；1864年5月13日
- トリッカムの交差点の小戦闘、1864年10月27日
- バザーズルーストの小戦闘、1865年4月22日

## 地理
アメリカ合衆国国勢調査局に拠れば、郡域全面積は290.65平方マイル (752.8 km2)であり、このうち陸地289.99平方マイル (751.1 km2)、水域は0.66平方マイル (1.7 km2)で水域率は0.23%である。

### 主要高規格道路

#### 州間高速道路
- 州間高速道路75号線

#### アメリカ国道
- アメリカ国道41号線
- アメリカ国道76号線

#### ジョージア州道
- ジョージア州道2号線
- ジョージア州道3号線
- ジョージア州道3号線接続路
- ジョージア州道52号線
- ジョージア州道70号線
- ジョージア州道201号線
- ジョージア州道286号線
- ジョージア州道401号線

### 隣接する郡
- ブラッドリー郡 (テネシー州) - 北
- マレー郡 - 東
- ゴードン郡 - 南
- ウォーカー郡 - 西南西
- カトーサ郡 - 西北西
- ハミルトン郡 (テネシー州) - 北西

### 国立保護地域
- チャタフーチー国立の森（部分）

## 人口動態
以下は2010年国勢調査による人口統計データである。
| 基礎データ - 人口: 102,599人 - 世帯数: 31,452 世帯 - 人口密度: 136人/km2（353人/mi2） - 住居数: 39,899軒 - 住居密度: 53軒/km2（137軒/mi2） 人種別人口構成 - 白人: 62.2% - アフリカン・アメリカン: 3.7% - ネイティブ・アメリカン: 0.6% - アジア人: 1.3% - 太平洋諸島系: 0.1% - 混血: 0.5% - ヒスパニック・ラテン系: 31.6% 年齢別人口構成 - 18歳未満: 27.3% - 18-24歳: 10.0% - 25-44歳: 30.8% - 45-64歳: 21.5% - 65歳以上: 10.3% - 年齢の中央値: 33歳 - 性比（女性100人あたり男性の人口） - 総人口: 101.3 - 18歳以上: 98.9 | 世帯と家族（対世帯数） - 18歳未満の子供がいる: 36.8% - 結婚・同居している夫婦: 59.5% - 未婚・離婚・死別女性が世帯主: 10.8% - 非家族世帯: 24.6% - 単身世帯: 20.6% - 65歳以上の老人1人暮らし: 8.2% - 平均構成人数 - 世帯: 2.82人 - 家族: 3.24人 収入と家計 - 収入の中央値 - 世帯: 39,377米ドル - 家族: 44,652米ドル - 性別 - 男性: 30,122米ドル - 女性: 23,709米ドル - 人口1人あたり収入: 18,515米ドル - 貧困線以下 - 対人口: 11.5% - 対家族数: 8.6% - 18歳未満: 12.7% - 65歳以上: 11.7% |

## 都市
- ダルトン - 郡庁所在地
- コハッタ
- レサカ
- ロッキーフェイス
- タネルヒル
- バーネル

## 教育

### 公共教育学区
ウィットフィールド郡の公共教育はウィットフィールド郡公共教育学区が管轄している。高校4校、中学校5校、小学校13校がある。他にオールターナティブ・スクールが2校ある。

### 私立学校
- シーダーバレー・クリスチャンアカデミー Christian Academy
- クリスチャン・ヘリテージ・スクール
- ラーニング・ツリー・スクール